# OK patron
Pour plus de détails, voir Fiche technique et Distribution.
O.K. patron est un film français réalisé par Claude Vital (supervisé par Georges Lautner), sorti en 1974

## Synopsis
Léon Bonnet est représentant en croix miraculeuses. Il doit se marier et craint la précarité du repas de fiançailles avec ses beaux-parents. Victime d'un « accident de travail », le chef de la Mafia française est en train de passer l'arme à gauche. Avant de rendre son dernier souffle, avec sa veuve assurant l'intérim, il se voit obligé de nommer un héritier en catastrophe. Cet héritier, c'est Léon Bonnet, qui tout d'un coup, passe du petit studio minable aux résidences luxueuses avec champagne, caviar et balles de mitraillette. Il semble également que la veuve fasse partie de l'héritage. Le jeune homme est doux et bien gentil, mais la situation n'est pas de tout repos, car la place est convoitée par les vrais héritiers, gangsters à la gâchette facile. Il faudra beaucoup d'autorité et de roublardises à Léon (son arme ? la gentillesse), pour se tirer des pièges que l'on sème sur sa route. Il finira par mériter qu'on lui dise « OK Patron ».

## Fiche technique
- Titre : O.K. Patron
- Réalisation : Claude Vital (supervisé par Georges Lautner)
- Scénario et dialogues : Janine Oriano, Albert Kantoff et Claude Vital, d'après un roman de Janine Oriano (non crédité Michel Audiard)
- Photographie : Maurice Fellous
- Montage : Victoria Spiri-Mercanton
- Musique : Jacques Dutronc
- Son : Alain Cuvelier
- Production : André Genovès
- Directeurs de production : Guy Azzi et Jean-Claude Bourlat
- Société de production : Films La Boëtie
- Société de distribution : Valoria Films
- Genre : comédie
- Durée : 90 minutes
- Date de sortie : 
  -  France : 15 février 1974

## Distribution
- Jacques Dutronc : Léon Bonnet
- Mireille Darc : Mélissa
- André Pousse : Charles Laurent
- Francis Blanche : Victor Hutin, le père de Sophie
- Maurice Biraud : Leroy
- Daniel Ceccaldi : Duguet
- Henri Guybet : Frédéric
- Jean Luisi : Lino
- Axelle Abbadie : Sophie Hutin
- Robert Dalban : Le commissaire
- Pierre Zimmer : Pascal Costi
- Gabriel Jabbour : Aram
- Paul Préboist : le patron de Léon
- Jacques Préboist : le livreur
- Renée Saint-Cyr : Yvette Hutin, la mère de Sophie
- Hadi Kalafate : un faux flic
- Dominique Zardi : Me Ribot, le notaire
- George Birt
- Marie-Pierre Casey
- Henri Coutet
- Mary Cress
- Hélène Dieudonné : la concierge
- Jacqueline Doyen
- Martine Messager : l'hôtesse de l'air
- Bernard Musson : l'amiral
- Rangassamy
- Émile Riandreys
- Jean Sylvère
- Arch Taylor : un gangster américain
- Michel Constantin : Mario (non crédité)
- Jacques Marbeuf : un homme de Costi (non crédité)